# Fairey Swordfish
Die Fairey Swordfish war ein Doppeldecker-Kampfflugzeug des britischen Herstellers Fairey Aviation Company, das während des Zweiten Weltkriegs als trägergestützter Torpedobomber, Aufklärer und U-Boot-Jäger eingesetzt wurde. Von 1934 bis 1944 wurden 2396 Maschinen gebaut.
Die Fairey Swordfish erlangte Berühmtheit, weil der Flugzeugtyp am Angriff auf Tarent gegen die italienische Flotte im Jahre 1940 und an der Jagd auf die Bismarck im Jahre 1941 beteiligt war.

## Geschichte

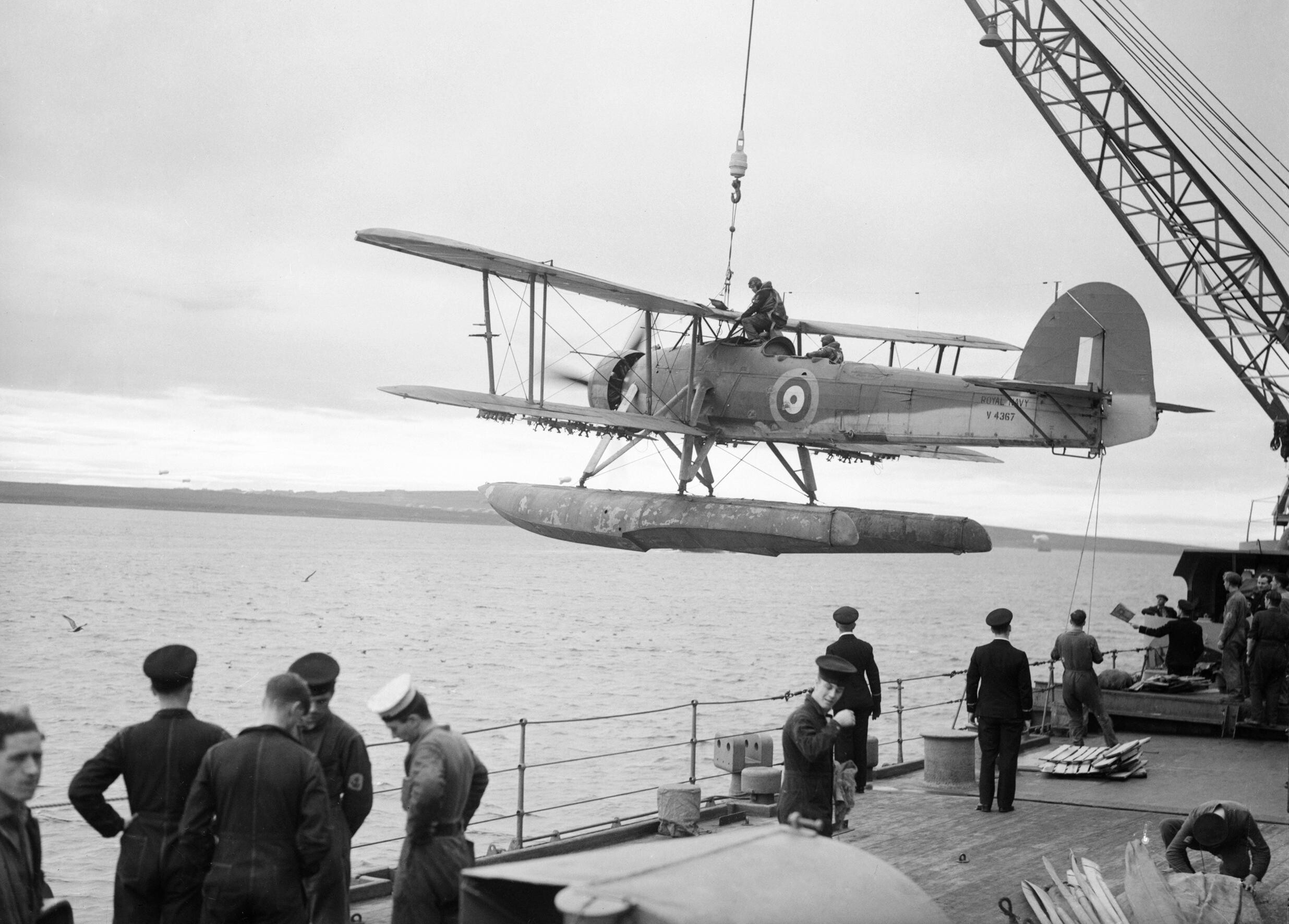
Eine von einem Aufklärungsflug zurückgekehrte Fairey Swordfish wird im Oktober 1941 zurück an Bord des Schlachtschiffes Malaya gehievt.

Der Hersteller Fairey entwickelte in Eigeninitiative den Doppeldecker T.S.R.1, der im September 1933 bei einem Unfall zerstört wurde. Als vom britischen Luftfahrtministerium eine Ausschreibung für ein Torpedo- und Aufklärungsflugzeug für den Einsatz auf Flugzeugträgern herauskam, konstruierte Fairey den Doppeldecker T.S.R.2. Aus dieser Konstruktion entstand der Prototyp der Fairey Swordfish mit der militärischen Zulassung K4190. Der Erstflug erfolgte am 17. April 1934.

## Beschreibung
Die von zwei bis drei Besatzungsmitgliedern geflogene Maschine wurde von einem Bristol-Pegasus-Sternmotor angetrieben. Die Bewaffnung bestand aus zwei Vickers-Maschinengewehren des Kalibers .303 British (7,7 mm): einem nach vorne durch den Propellerkreis feuernden synchronisierten starren MG und einer beweglich auf einer Lafette montierten Waffe für den Heckschützen. Zur Schiffsbekämpfung konnten ein 457-mm-Torpedo oder auch Bomben mitgeführt werden.
Das Flugzeug zeigte gute Kurzstarteigenschaften und konnte auch von Handelsflugzeugträgern (MAC-Schiffen) und Geleitflugzeugträgern eingesetzt werden. Bei den MAC-Schiffen gehörten Swordfish-Flugzeuge zur Standardausrüstung.
Die Version Mk I war, ohne geänderte Benennung, auch in einer Variante mit Schwimmern in Nutzung. Diese Flugzeuge waren für den Einsatz von Kriegsschiffen und dem Start durch ein Katapult vorgesehen und kamen zum Beispiel an Bord der Warspite und weiterer größerer Kampfschiffe als Bordflugzeug zum Einsatz.

## Versenkungserfolge
Dieser Typ wurde bekannt, als er maßgeblich an der Versenkung von italienischen Marine-Einheiten im Hafen von Tarent beteiligt war; auch bei der Versenkung der Bismarck spielte das Flugzeug eine zentrale Rolle. Ferner war ein Flugzeug dieses Typs für die Versenkung des U-Boots U 64 verantwortlich. Bei den Kampfhandlungen während des Unternehmens Cerberus im Ärmelkanal bewährten sich die Swordfish-Maschinen allerdings nicht mehr. Im März 1944 versenkten trägergestützte Swordfish aus dem Nordmeergeleitzug RA 57 die U-Boote U 472, U 366 und U 973. Anfang Mai 1944 versenkten sie im gleichen Seegebiet beim Geleitzug RA 59 die U-Boote U 277, U 959 und U 674.
Da die als Nachfolger vorgesehene Fairey Albacore, ein Doppeldecker sehr ähnlicher Auslegung, aufgrund der Unzuverlässigkeit des Bristol-Taurus-Triebwerks kein Erfolg war, verblieb die Swordfish bis zum Ende des Zweiten Weltkrieges im aktiven Truppendienst. Ihre Hauptaufgabe war die U-Boot-Abwehr.

## Varianten
- Swordfish Mk I: Grundvariante (auch mit Schwimmern für den Katapultstart)
- Swordfish Mk II: verstärkte Tragflächen, Schienen für acht Raketen unter den Tragflächen
- Swordfish Mk III: wie Mk II, aber mit Radar zwischen den Rädern
- Swordfish Mk IV: wie Mk II, aber mit geschlossener Kabine für die Royal Canadian Air Force[3]

## Produktionszahlen
Die Swordfish wurde bis Anfang 1940 bei Fairey in Hayes (693 Exemplare) und ab Ende 1940 bei Blackburn in Sherburn (1699 Exemplare) in Serie gebaut. Es gab insgesamt 2392 Swordfish.
| Jahr      | Anzahl |
| --------- | ------ |
| 1934      | 1      |
| 1936      | 150    |
| 1937–1938 | 339    |
| 1939      | 201    |
| 1940      | 3      |
| 1941      | 417    |
| 1942      | 270    |
| 1943      | 594    |
| 1944      | 417    |
| Summe     | 2392   |

| Version  | Fairey | Blackburn | Summe |
| -------- | ------ | --------- | ----- |
| Prototyp | 1      |           | 1     |
| Mk.I     | 692    | 834       | 1526  |
| Mk.II    |        | 545       | 545   |
| Mk.III   |        | 320       | 320   |
| Summe    | 693    | 1699      | 2392  |

## Einsatzländer
Vereinigtes Königreich
- Royal Navy (Fleet Air Arm)
- Royal Air Force

 Kanada
- Royal Canadian Air Force

 Niederlande
- Koninklijke Marine (Marine-Luchtvaartdienst – MLD)

## Technische Daten

Dreiseitenriss (Swordfish Mk I)

| Kenngröße             | Daten Fairey Swordfish Mk.I |
| --------------------- | --- |
| Besatzung             | 2–3 |
| Länge                 | 10,89 m |
| Spannweite            | 13,86 m |
| Höhe                  | 3,76 m |
| Leermasse             | 2145 kg |
| Startmasse            | 3419 kg |
| Antrieb               | ein Sternmotor Bristol Pegasus III M3 mit 690 PS (ca. 510 kW) |
| Höchstgeschwindigkeit | 221 km/h in 1525 m Höhe |
| Dienstgipfelhöhe      | 5870 m |
| Reichweite            | 874 km |
| Bewaffnung            | zwei MGs Kaliber .303 British (7,7 mm) sowie entweder ein 730 kg-Torpedo, eine 680 kg-Mine oder bis zu sechs 113 kg-Bomben oder sechs Wasserbomben (die Mk.II hatte stattdessen acht Raketen (RP-3)) |